# Motobécane
Motobécane is een historisch Frans merk van fietsen, motorfietsen en bromfietsen, waaronder de bekende Mobylette en de Solex. De naam betekent motorfiets. Sedert 1984 gebruikt het de merknaam MBK. Tot 1982 was Motobécane een van de grootste tweewielerfabrikanten ter wereld.
Usines Motoconfort, later Usines Motobécane en Motobécane S.A., Pantin, Seine (1922-1982).
Frans merk dat werd opgericht door Abel Bardin en Charles Benoît. Na enkele jaren lichte tweetakten te hebben gemaakt bouwde men zwaardere machines die Confort en even later Motoconfort werden genoemd. Motobécane maakte vanaf 1922 98- tot 344cc-tweetakt- en 346- en 498cc-viertaktmodellen. Deze laatste hadden Blackburne-motoren, in andere modellen werden Zürcher-blokken gebruikt.
Begin jaren dertig kwamen er zwaardere modellen van 498 en 746 cc met viercilinder viertaktmotoren, onder andere van JAP. Na 1945 concentreerde Motobécane zich op lichte tweetakten, onder andere de Mobylette-bromfiets, die in 1949 werd gepresenteerd. Tussen 1965 en 1973 werden de Mobylette-bromfietsen AV40, AV50, SP93 en SP98 in Nederland geassembleerd als de Kaptein Mobylette. De frames, wielen, motorblokken en overige onderdelen werden in Frankrijk geproduceerd. De banden werden speciaal voor de Nederlandse markt geleverd door Vredestein als Type M bromfietsbanden. In deze periode (1965-1973) werd de Kaptein Mobylette door de firma Unikap NV uit Den Hulst geleverd. In Nederland is de Mobylette daarna nog tot medio 1979 verkocht onder de eigen merknaam Motobécane via het toenmalige Mobylette-dealernetwerk. De laatste Mobylette-bromfietsen met als modelaanduiding 51 Super, AV88 en AV92 werden in november 2002 geproduceerd, waarna de productie in de MBK-fabriek te Saint-Quentin werd beëindigd.
In 1974 kwam er samenwerking met de De Tomaso-groep (Moto Guzzi-Benelli). In 1977 werd er een 350 cc-model onder de merknaam Motoconfort gebouwd. In 1982 ging het bedrijf failliet, werd in 1983 overgenomen door de Yamaha-groep, die de naam in 1984 veranderde in MBK, een fonetische weergave van de merknaam. Het merk Motoconfort heeft lang als zusterbedrijf van Motobécane bestaan. De modellen waren gelijk, maar in de typenummers zat vaak een letter verschil. Verder bestaat er een Motobecane USA, een fietsmerk dat behalve de merknaam geen verband heeft met het oorspronkelijke Franse bedrijf.

## GAC
GAC was een Spaans merk dat in 1954 de Mobylette-bromfietsen in licentie produceerde.

## Afbeeldingen

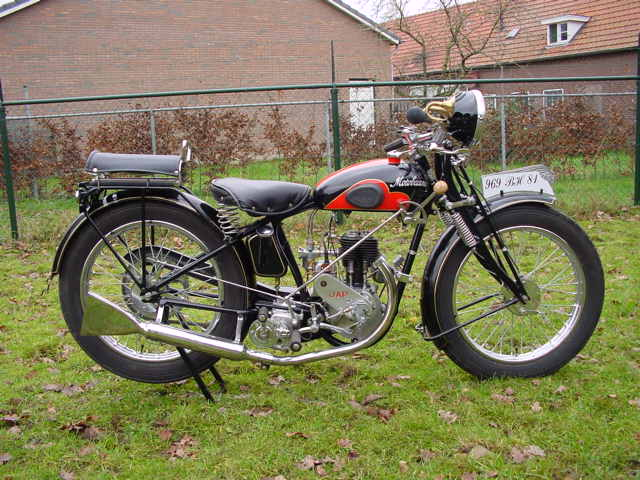
De Motobécane M2 uit 1932 had een 240cc-JAP-zijklepmotor.
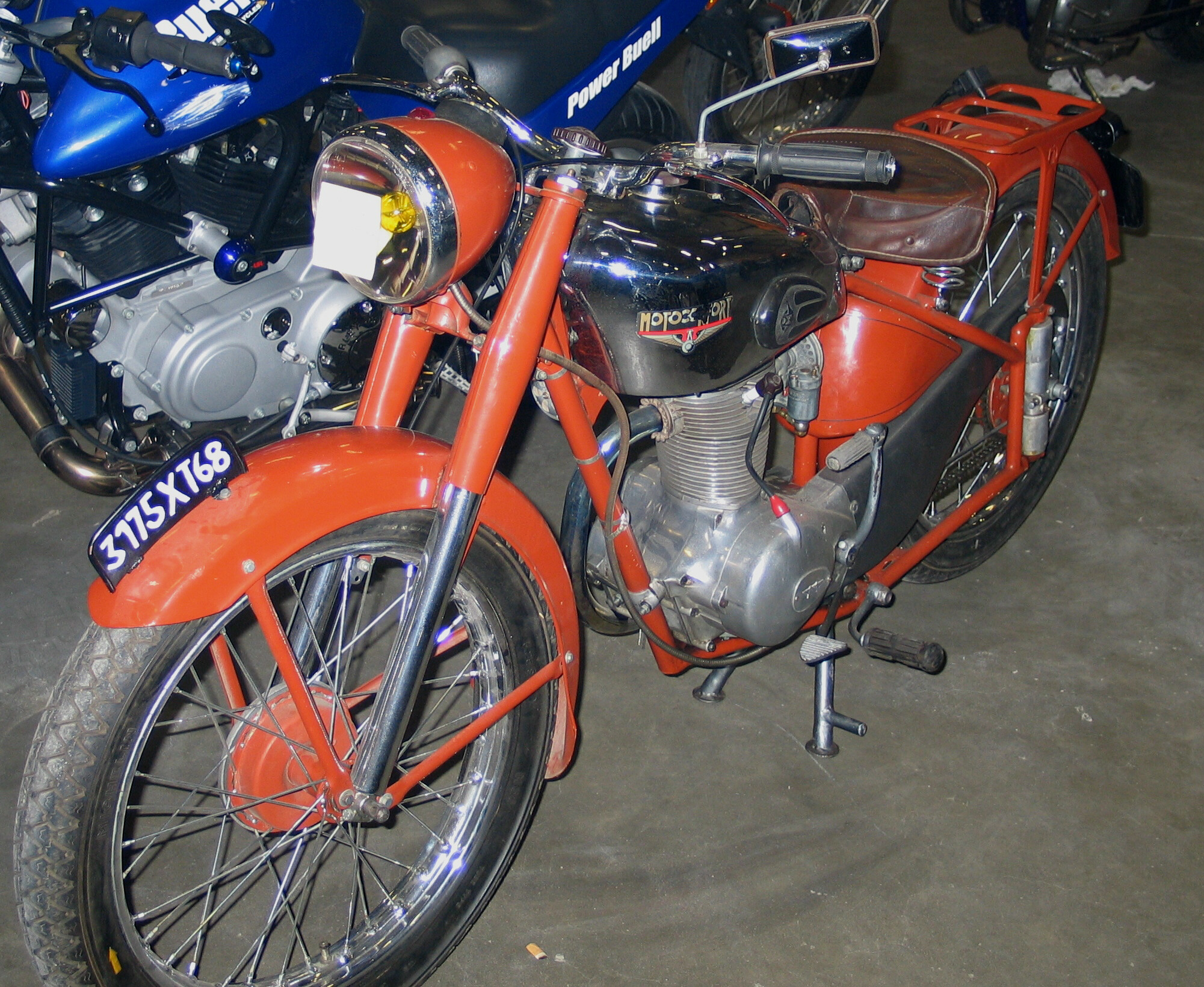
Motoconfort uit 1948 (foto: Paul Hermans)
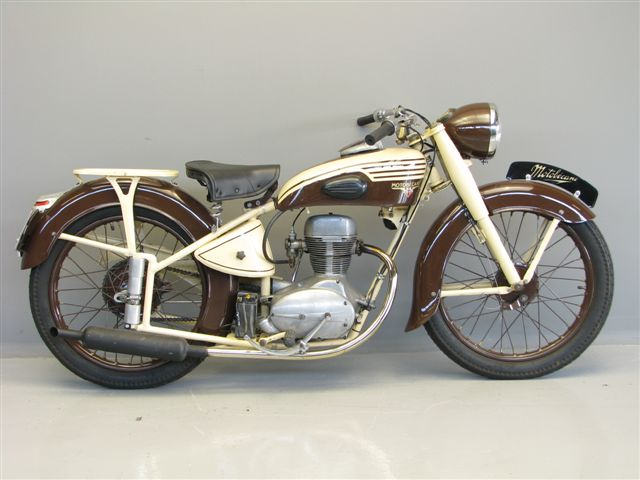
Motobécane Z2C (125cc-kopklepmotor) uit 1949
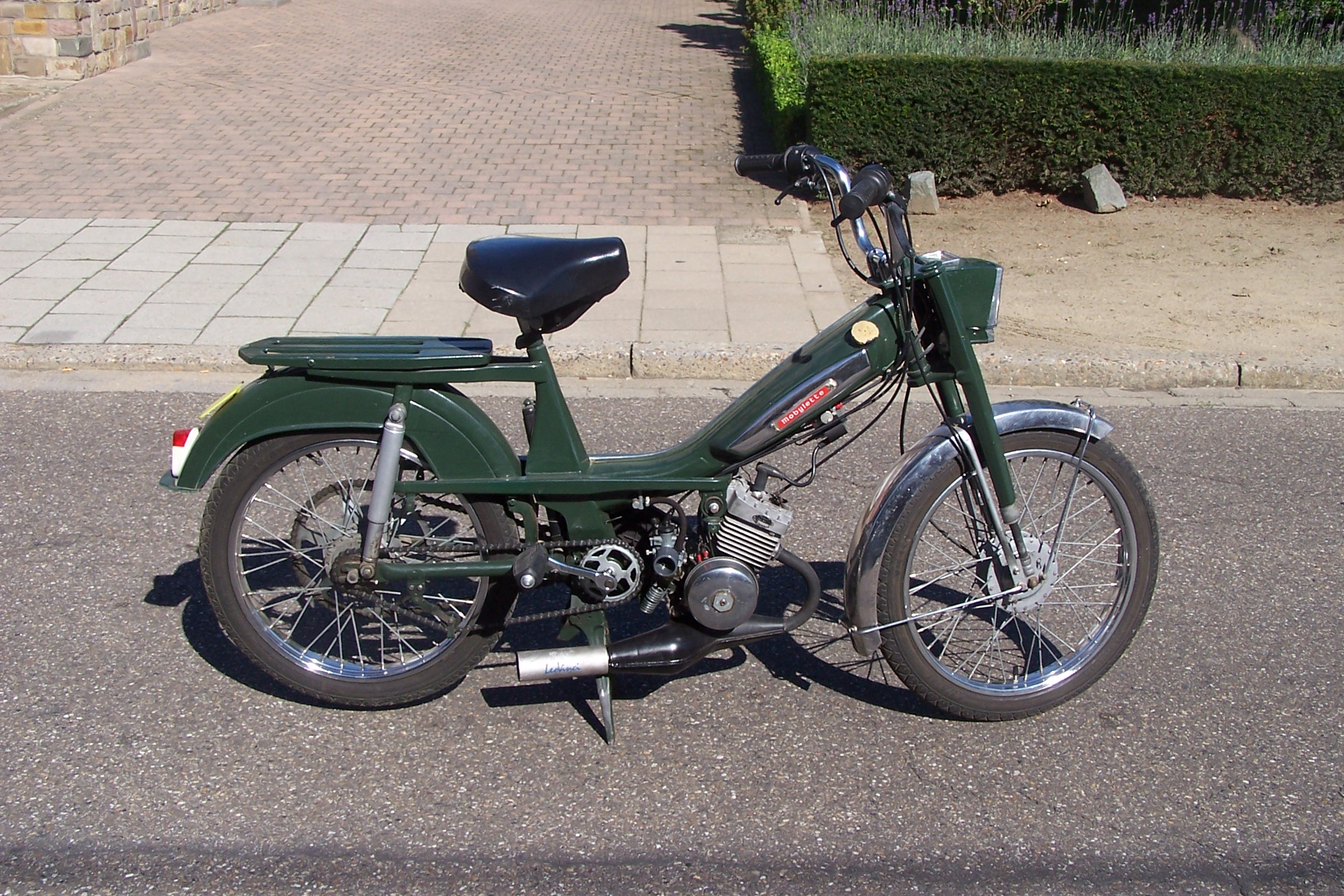
Mobylette 49,9cc uit 1971
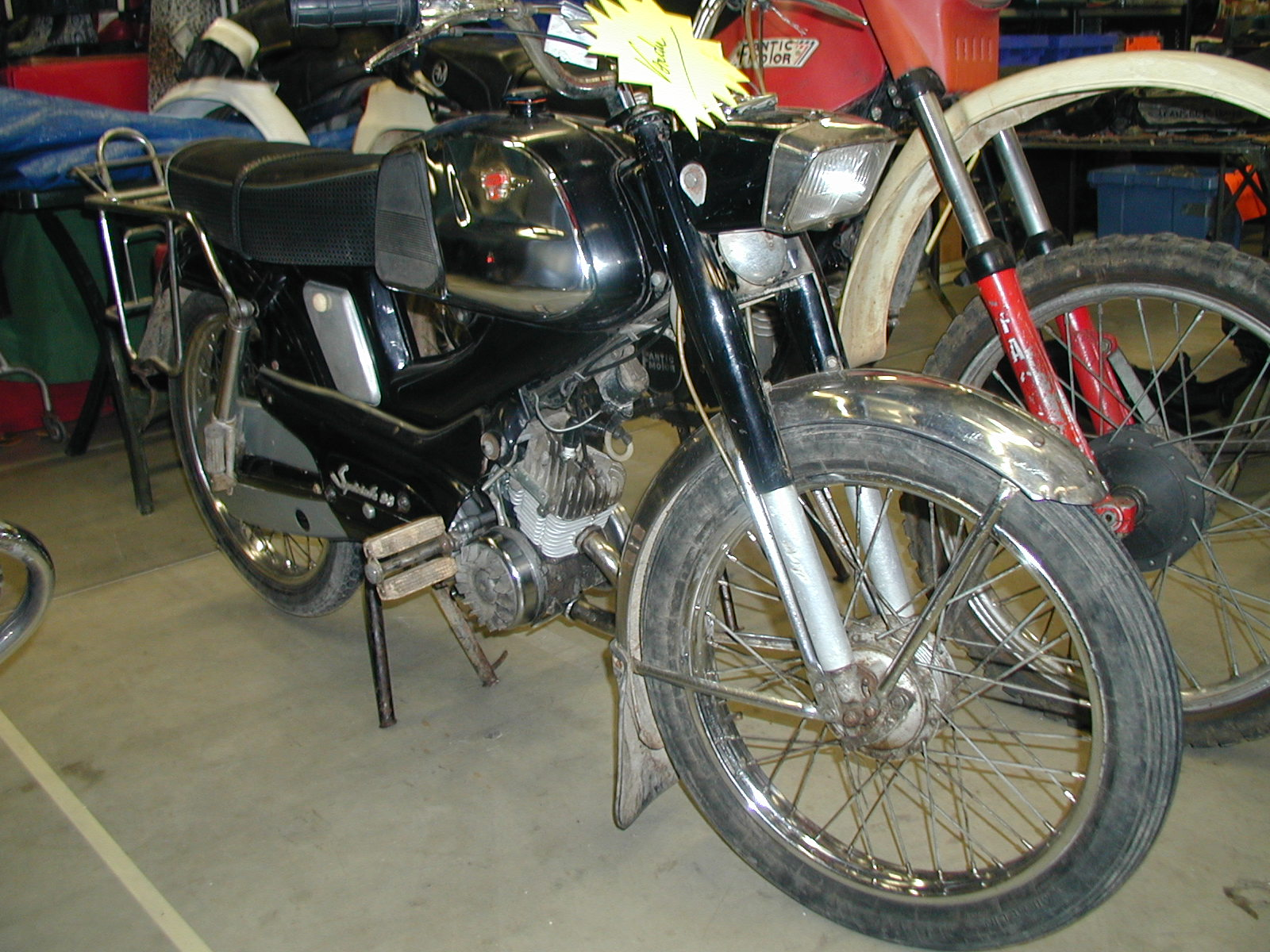
Mobylette Spéciale 98 van rond 1967
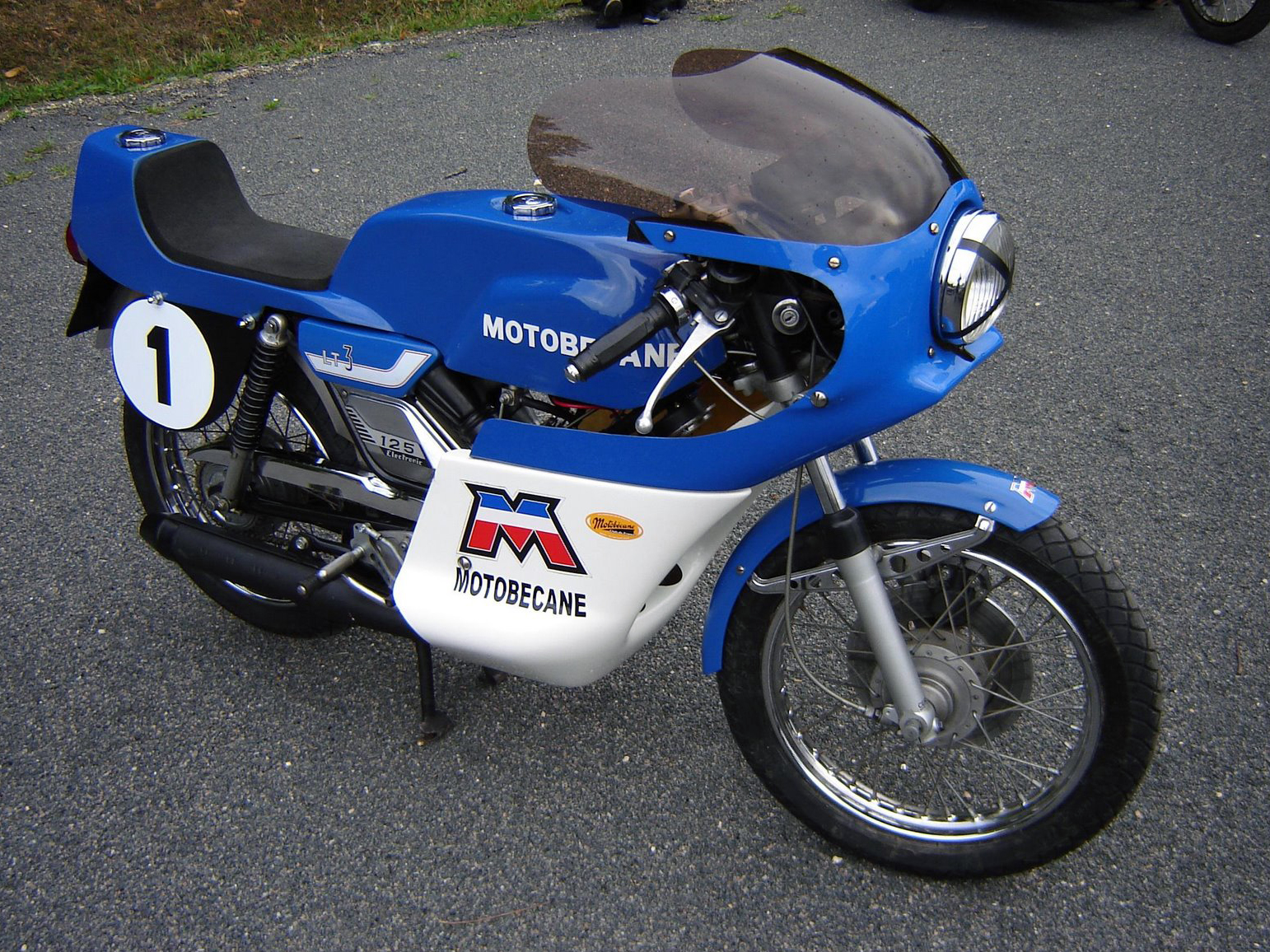
1977 Motobécane 125 LT3 coupe